# Club Tennis de La Salut

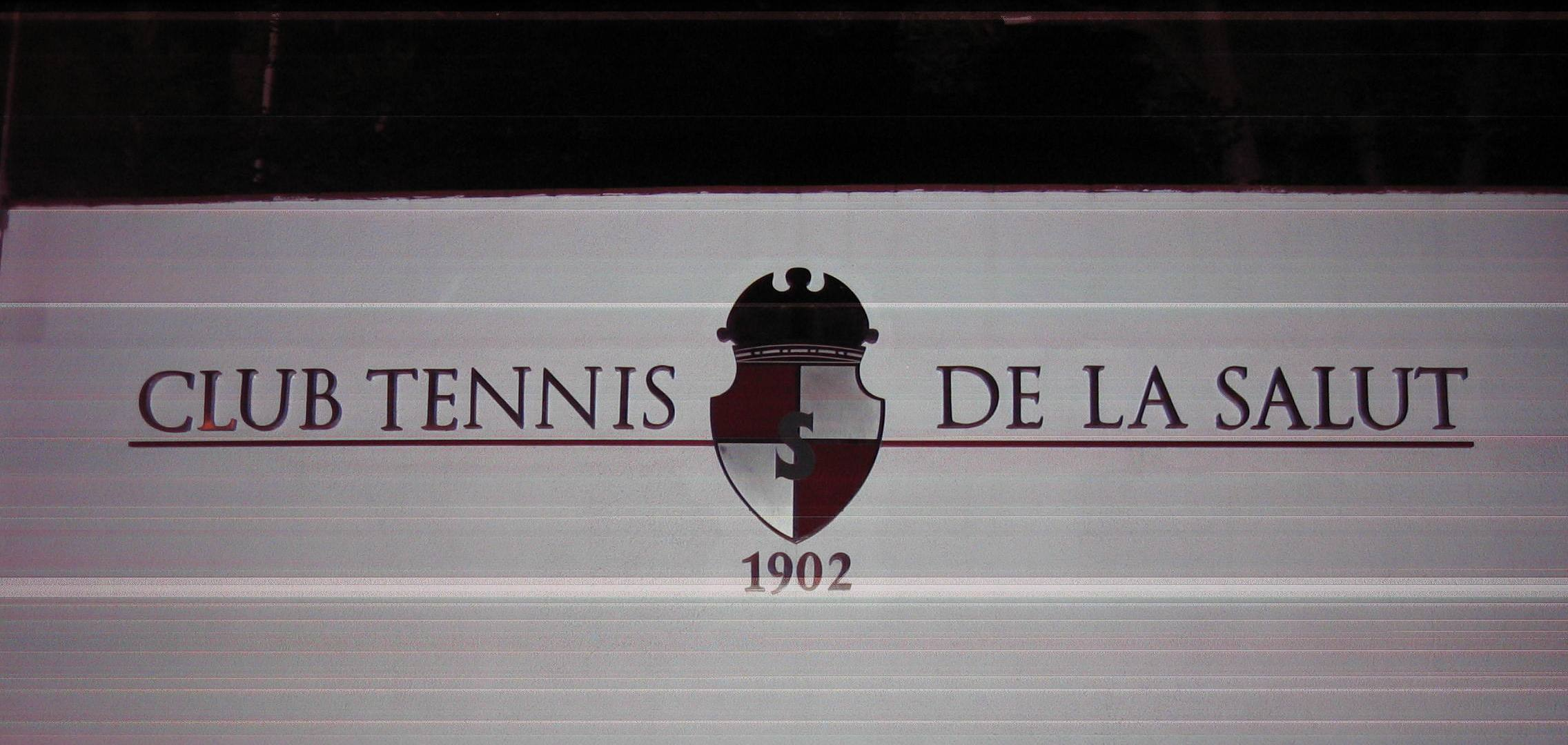
Logotip amb l'escut del club.

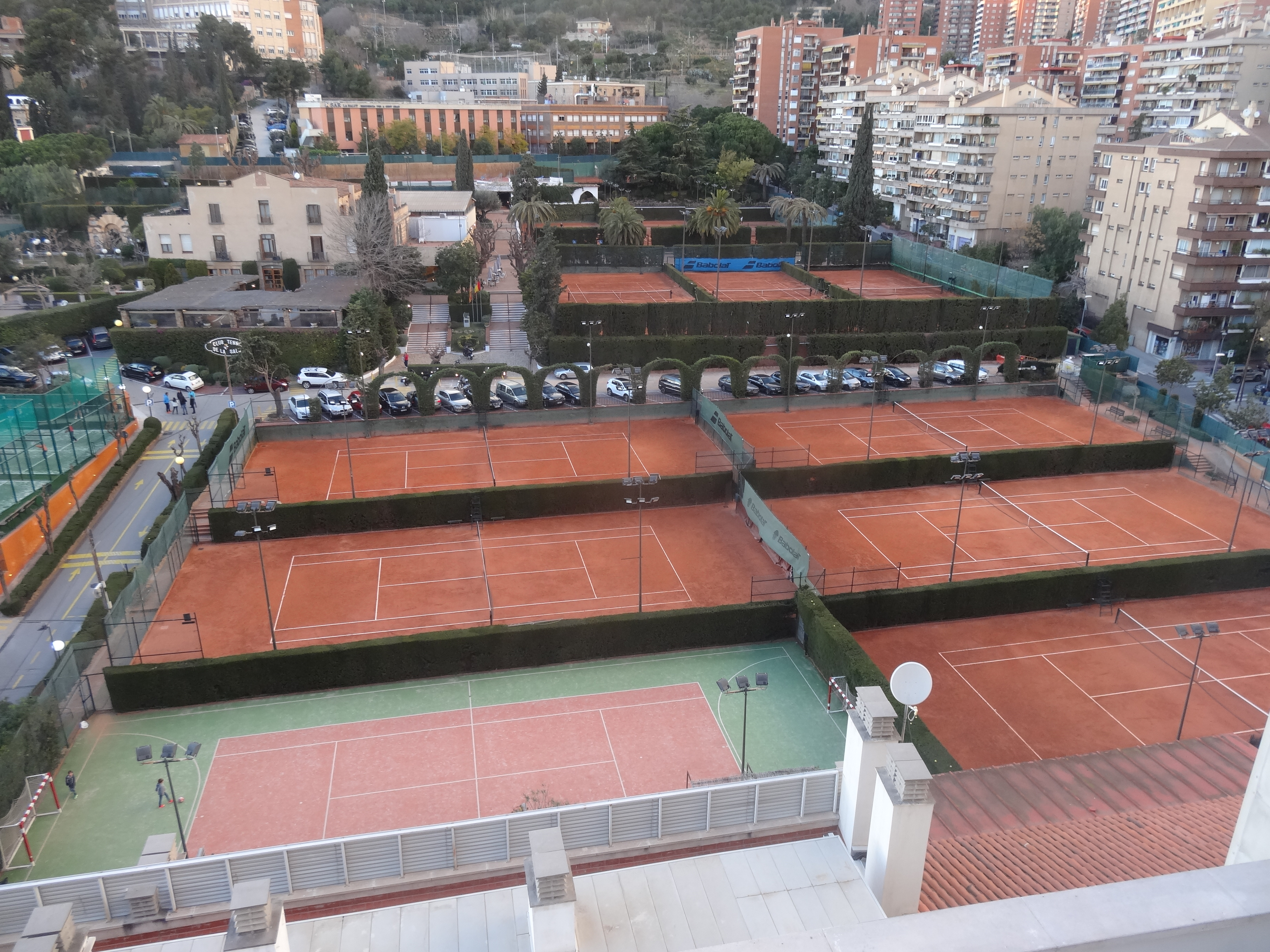
Vista de les instal·lacions del club.

El Club Tennis de la Salut és una entitat esportiva barcelonina del barri de la Salut (districte de Gràcia). És el vicedegà dels clubs catalans de tennis. El club de tenis es troba als terrenys de la finca de Cal Xiperet.
A més de 16 pistes de tennis de terra batuda, el club compta amb altres nombroses instal·lacions esportives, incloses piscina, frontó, 6 pistes de pàdel i pavelló poliesportiu cobert, on es practica el tennis en superfície ràpida, futbol sala i bàsquet. També disposa d'una sala de gimnàs i sales de jocs, on es pot gaudir de bridge, canastra, mus, dòmino, billar i escacs.
El Club Tennis de la Salut realitza una intensa activitat tennística, eix central de la seva activitat. comptant entre els seus socis amb destacats exjugadors i jugadors que han representat en moltes ocasions Espanya a la Copa Davis, com Manuel Orantes, Joan Balcells i Àlex Corretja. En el palmarès del Club existeixen també molts altres trofeus i títols corresponents a campionats d'Espanya i de Catalunya, tant en categoria individual com per equips.
El Club ha desenvolupat al llarg dels anys una funció didàctica com escola permanent de tennis, estant actualment representat per més de quaranta equips, que participen en els diferents campionats de Catalunya, d'Espanya i internacionals. Cal destacar el Trofeu Joan Compta -In Memoriam- Campionat d'Espanya per equips Infantils, que es juga a les pistes del Club Tennis de la Salut des de l'any 1972.

## Història

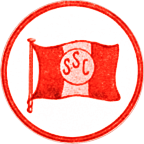
Antic emblema del club.

Va ser fundat l'any 1902 per un grup d'esportistes a partir del Club Social La Salut, creat poc abans, el 1899. El nom original de l'entitat fou Salut Sport Club. En els seus inicis, a més del tennis es practicava el futbol. L'any 1911, quan alguns jugadors del FC Barcelona se separaren de l'entitat i crearen el Casual SC, establiren la seva seu al Salut SC. El 2002 va rebre la Creu de Sant Jordi en reconeixement d'una dilatada trajectòria que l'ha convertit en el vicedegà dels clubs catalans de tennis. Entre els seus socis figuren molt destacats jugadors, antics i actuals, d'aquest esport, que han contribuït notòriament al seu prestigi i arrelament social, els èxits dels quals es complementen amb la formació permanent de milers de practicants.